# Kévin Pfeffer
Pour les articles homonymes, voir Pfeffer.
Kévin Pfeffer, né le 9 juillet 1990 à Forbach (Moselle), est un homme politique français.
Membre du Rassemblement national, il est élu député dans la 6e circonscription de la Moselle lors des élections législatives de 2022.
Il est conseiller régional du Grand Est depuis 2016. Il est également conseiller municipal de Stiring-Wendel et conseiller communautaire de Forbach Porte de France depuis 2020.

## Biographie
Kévin Pfeffer naît le 9 juillet 1990 à Forbach. Il est titulaire d’un DUT génie biologique et d’une licence de management.
Ancien militant de Désirs d'avenir, il s'engage au sein du Front national de Marine Le Pen à 22 ans pendant la campagne présidentielle de 2012.
Il participe à la direction de campagne de toutes les élections nationales à partir de l'élection présidentielle de 2017.
En dix ans, il gravit tous les échelons internes du parti, de simple militant, délégué départemental de Moselle (2015-2020), à membre du bureau national (2018), puis membre du bureau exécutif et trésorier national du parti (juillet 2021). En tant que trésorier, il remplace Wallerand de Saint-Just.
Ayant rencontré Florian Philippot via Facebook, il devient rapidement un de ses proches. Il a aussi été attaché parlementaire de Sophie Montel.
Il décroche son premier mandat en 2015, lors des élections régionales dans le Grand Est, mandat qu'il conservera à l'issue des élections régionales de 2021. Il annoncera sa démission le 6 octobre 2022 à la suite de son élection en tant que député.
En 2017, il est candidat dans la septième circonscription de la Moselle.
En 2020, il est tête de liste aux élections municipales à Stiring-Wendel. Élu conseiller municipal d'opposition à la tête d'un groupe de sept élus, il est également élu conseiller d'agglomération de Forbach Porte de France.
Lors des élections législatives de 2022, candidat dans la sixième circonscription de la Moselle, il obtient 30,58 % des suffrages au premier tour. Il est élu à l'issue du second tour, obtenant 56,96 % des voix face au député sortant LREM Christophe Arend. Il siège au sein du groupe RN et est membre de la commission des Affaires étrangères de l'Assemblée nationale.
Il est membre de l'Assemblée parlementaire franco-allemande.
Il est candidat en 2024 dans la même circonscription qu'en 2022. Le 30 juin, au premier tour, il est réélu avec 50,9 % des suffrages exprimés.